# ملک عزالدین حسین سوم خورشیدی
ملک عزالدین حسین سوم خورشیدی شانزدهمین حاکم دودمان اتابکان لر کوچک و فرزند شجاع‌الدین محمود است. او پس از مرگ پدرش بر لر کوچک حکومت کرد. او با دودمان‌های آل مظفر و آل جلایر روابط دوستانه‌ای داشت.

## حکومت
دایره المعارف بزرگ اسلامی درباره او مینویسد: «ملك عزالدین كه ۱۲ سال بیش نداشت به حكومت نشست. وی به همراهی وزیر با تدبیر خود، خواجه محمود بن محمد چاغری به اصلاح خرابیهای مملكت همت گماشت. ملك عزالدین در دوران فرمانروایی با همسایگان خود، سلاطین آل مظفر و جلایری روابط دوستانه‌ای داشت و یكی از دختران خود را به شاه شجاع و دیگری را به سلطان احمد بن اویس به زنی داد.»

## روابط با تیموریان
در حمله اول تیمور گورکانی به ایران در ۷۸۸ قمری، او به بهانه اینکه ملک عزالدین به کارون‌های حجاج تاخته است، به لرستان حمله کرد. تیمور به لرستان تسلط پیدا کرد و ملک عزالدین حسین را به سمرقند تبعید نمود. پس از چند سال اما ملک عزالدین حسین توانست نظر تیمور را جلب کند و با شرایطی جدید به کار خود ادامه دهد. معینی نطنزی در کتاب منتخب التواریخ مینویسد:
در شرایط جدید چنین مقرر شده بود که نهاوند، اسدآباد و خرم آباد را باسقاقان جغتای اداره کند و اجرای امور دیوانی برعهدۀ اتابک ملک عزالدین باشد. وی موظف بود مالیات مقرر سالیانه را از احشام اخذ کرده و به نمایندگان حکومت تیموری تحویل دهد.  —معینی نطنزی، منتخب التواریخ
با این حال در حمله دوم تیمور گورکانی به عراق عجم در سال ۷۹۵ لرستان تا حد بسیاری ویران گشت و باعث شد که قبائل لر به راحتی به دستورات تیمور تن ندهند. همین امر باعث شد میان مامور مالیاتی تیمور و ملک عزالدین اختلافاتی به وجود بیاید و مامور مالیاتی تیمور با عزالدین حسین سوم رفتار تحقیرآمیزی داشته باشد.

## مرگ و جانشینی
شرف خان بدلیسی در کتاب شرفنامه مینویسد: «سیدی احمد در یک شب بصورت ناگهانی بر سر چادر محصل مالیات ها رفت تا وی را بدین سبب [رفتار توهین آمیز با عزالدین حسین سوم] تنبیه کند. اما محصل فهمید و دست به سلاح شد. سیدی احمد ناتوان از مقابله با وی و اطرافیانش از معرکه گریخت. در حالی که پدرش در نزد آنان باقی مانده بود. مأمور مذکور چند کس از اطرافیان اتابک را کشت و از سر خشم وی را نیز سیاست کرد و دستور داد تا پوست وی را بکنند و پر از کاه کرده و به سلطانیه ببرند. در آنجا نیز به همان شکل او را آویختند.»
پس از مرگ عزالدین حسین سوم فرزندش سیدی احمد به کوه‌ها گریخت و بعد از مرگ تیمور به لرستان مسلط گشت.